# 東野高等学校
東野高等学校（ひがしのこうとうがっこう）は、埼玉県入間市二本木にある私立高等学校。
設置者は学校法人盈進学園。男女共学。学則定員は学年350人。校舎などの施設はパタン・ランゲージで知られる米国人建築家クリストファー・アレグザンダーによってデザインされた。

## 設置学科
- 全日制普通科
  - 特進コース（インターナショナルIクラス、スーパーSクラス）
  - 進学コース(アドバンスAクラス)

## 沿革

### 前身の学校
- 1925年（大正14年） - 成蹊学園で教鞭を取っていた丸山鋭雄が、東京府北多摩郡保谷町に私立盈進初等学校を開校。
- 1946年（昭和21年）3月 - 私立盈進初等学校が保谷町より東京府北多摩郡武蔵野町に転入。私立盈進中学校の設置認可。4月開校。
- 1948年（昭和23年）3月 - 私立盈進高等学校（全日制普通科）設置認可。4月開校。
- 1972年（昭和47年）4月1日 - 学校法人大東文化大学によって吸収合併される。同時に、校名を「大東文化大学附属盈進高等学校」に改称。
- 1977年（昭和52年）7月7日 - 学校法人盈進学園として独立。
- 1986年（昭和60年）3月 - 盈進高等学校廃校。

### 現在の学校
- 1985年（昭和60年）4月 - 東野高等学校開校。全日制普通科。週6日制90分授業。
- 1990年（平成2年）4月 - 週5日制90分授業授業開始。
- 1995年（平成7年）テニスコートを全天候型に改修
- 2001年（平成13年）遠山啓（教育学者・数学者）文庫の開設
- 2002年（平成14年）情報科学・パソコン室の完成。生徒活動会館の落成
- 2004年（平成16年）グラウンド拡張工事
- 2007年（平成19年）4月 - コース制導入。大学進学コース、総合進学コース設置。制服の導入。週6日制50分授業開始。
- 2008年（平成20年）4月 - 大学進学コースを大学進学αコース、大学進学βコースへ改組。駿河台大学との間に高大連携協定を締結。
- 2011年（平成23年）人工芝グラウンド竣工、中央広場全面舗装、バリアフリー化
- 2012年（平成24年）9月 - 尚美学園大学との間に高大連携協定を締結。
- 2013年（平成25年）デジタル学習室を備えた新棟「Study House 21」を竣工。大講堂照明のLED化、体育館耐震補強、教室棟改修
- 2016年（平成28年）4月 - 大学進学コースを特進コース、総合進学コースを進学コースへコース名変更。
- 2017年（平成29年）「英検週間」開始
- 2019年（平成31年）4月 - クラス名をスーパーSクラス（特進コース）、アドバンスAクラス（進学コース）に変更。特進コース内にインターナショナルIクラスを新設。
- 2021年（令和3年）校内LAN完備、土曜日の時間割改定（「東野SDGs」活動開始）
- 2022年（令和4年）多目的ホールFVB（Future view Base）整備
- 2024年（令和5年）4月 - クラス名をI&Sクラス（特進コース）、Aクラス（進学コース）に変更。「3種のWEEK」（探求WEEK、英検WEEK、芸術WEEKの3つ）開始

## 部活動
クラブ名の後に☆印が付いているクラブは強化指定クラブに指定されている。

### 体育系クラブ
- 野球部☆
- サッカー部☆
- 陸上競技部☆
- ダンス部☆
- 男子バレーボール部☆
- テニス部
- 男子バスケットボール部
- 女子バスケットボール部
- バドミントン部
- 女子サッカー部
- 卓球部
- 弓道部
- 剣道部

### 文化系クラブ・同好会
- 吹奏楽部☆
- 音楽部（合唱）
- 音楽部（軽音楽）
- 演劇部
- 芸術部（美術）
- 文芸部
- 家庭科探求部（茶道）
- 将棋・囲碁部
- 芸術部（写真）
- 家庭科探求部
- 生物部
- 書道同好会
- ESS同好会
- 漫画研究同好会
- 英語同好会

## 著名な卒業生
- ウォルシュ・ジュリアン（陸上選手、リオデジャネイロオリンピック日本代表、東京オリンピック日本代表）
- 安藤太郎（英語版）（カヌー選手、シドニーオリンピック日本代表）
- 矢澤一輝（英語版）（カヌー選手、リオデジャネイロオリンピック日本代表）
- 矢澤亜希（英語版）（カヌー選手、リオデジャネイロオリンピック日本代表）
- 石井慧介（プロレスラー）
- 山川ワタル（俳優）
- 蟹江一平（俳優）
- 河合穗積（元・市川猿若）（歌舞伎役者、俳優）
- 吉田美紀（女優）
- 三笑亭可龍（落語家）
- やすひさてっぺい（日本唐揚協会会長）
- 白鳥大珠（キックボクサー）
- 武田光太郎(俳優）

## 交通
- 西武池袋線入間市駅（駅南口バス停2番乗り場）から西武バスにて約25分。入市系統箱根ケ崎駅行き（本数少）、入市系統二本木地蔵前行きに乗車、二本木バス停下車徒歩５分。入市系統入間市博物館行きに乗車、東野高等学校入口バス停下車徒歩5分。
- JR八高線箱根ケ崎駅から西武バスにて約20分。入市系統入間市駅行きに乗車。二本木バス停下車徒歩5分（本数少）。
- 西武新宿線狭山市駅(30分)、西武池袋線入間市駅(20分)、西武池袋線小手指駅(30分)、西武池袋線・JR八高線東飯能駅(30分)、JR八高線箱根ケ崎駅(20分)、JR青梅線小作駅(25分)、東武東上線・JR川越線川越駅(45分)、多摩都市モノレール線上北台駅(45分)、JR青梅線・八高線・西武拝島線拝島駅（35分）よりスクールバス運行あり。スクールバスの運行は西武総合企画飯能営業所が担当している。